# 인중

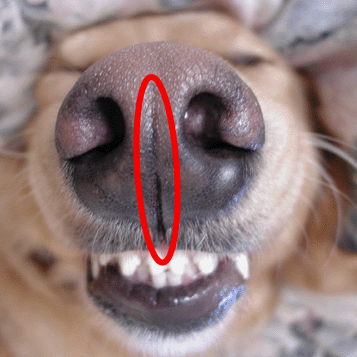
개의 인중

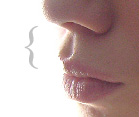
사람의 인중

인중(人中)은 수많은 짐승에게 일반적인 얼굴의 일부로, 윗입술과 콧구멍 사이에 오목하게 골이 진 부분이다. 윗입술 중간 부분에 수직으로 패인 자국으로, 수열 포유동물에게 흔히 발생하며 인간의 경우 비중격에서 윗입술 결절까지 뻗어 있다. 선 모양의 비강 및 갈라진 틈 같은 콧구멍과 함께 이것은 적어도 수열 포유류의 원시적 상태를 구성하는 것으로 여겨진다. 단공류에는 인중이 없지만 이는 살아있는 종의 특수한 부리 모양 턱 때문일 수 있다.